# Bitka kod Tuzle 1878.
Bitka kod Tuzle je bila dvomjesečna bitka tijekom austrougarskog zaposjedanja Bosne i Hercegovine. Dio muslimana bio je za to da ako ne može ostati Osmansko Carstvo, neka dođe za vlast druga velesila. U narodu, ponajviše muslimanima, bila je i protivna struja koja je htjela i radila da stvari ostanu po starom i braniti domovinu od svakog napadača, koji bi pošao na Bosnu. Uz ovu struju pristali su mnogi muslimani. Austrijska carska vojska je napredovala u zaposjedanju BiH i naselja u Bosni redom su padala.
No, pojedini džepovi otpora su bili izuzetno ustrajni. Među zadnjima su ostali Tuzla i Zvornik. Tuzla je pala nakon duge borbe. Zvornik se bez oružja i bez otpora predao pet dana poslije zauzimanja Tuzle. Nakon intervencija III. i IV. zbora i žestokih okršaja na planini Majevici, Tuzla je zauzeta 22. rujna.

## Dolazak austrougarske vojske
Austrougarske snage su došle pred Tuzlu. Na nju se 8. kolovoza 1878. zaputilo šest austrijskih bataljuna odnosno 5.000 pješaštva, jedan eskadron konjaništva, ukupno 130 konjanika i tri bitnice po osam topova.
Kod muslimana koji su se protivili zaposjedanju vođe su bili Hadži Hašimaga Mutevelić, muderis Tosun ef. Kifić, Salih Tučić Sahačija i još drugi od naoružana naroda ("ehalije"). Zadnji paša u Tuzli, Muhetin-paša, bio je interniran u svojoj kući. U Tuzlu su došli Kladnjaci na konjima nekoliko dana prije prve austrougarske navale i skinuli pašu, te mu odjenuli bosanske haljine mjesto njegove uniforme. Potom su se odmah vratili.

## Previranja kod muslimana
Nekoliko dana zatim trajalo je muslimansko međuvlašće dok nije postavljen novi vođa. Došli su Zvorničani i s njima Alijaga Talirević koji je ondje stanovao. Naoružani muslimanski protivnici zaposjedanja na mjesto starješine postavili su Alijagu Talirevića. Naoružani zvorničani s naoružanim pukom iz Tuzle spremali su se za dočekati austro-ugarski napad. Mladež i žene su sklonili u tuzlansku okolicu pa su u kasabi ostali samo odrasli koji su se mogli boriti. Dio muslimana prikupljao je potpise za austro-ugarsku vlast. Muslimanske pristalice Austro-Ugarske su se morali skrivati pred pristašama otpora. Skrivali su se od naoružanih muslimanskih protivnika zaposjedanja te su se pred dolazak muftije Taslidžaka sklonili iz Tuzle, preobučeni u feredže. Jedan istaknuti protivnik se sklonio u Morančane kod katoličkih Hrvata gdje su ga krili fratri. Ipak je pronađen, odveden u svoju Dobrnu gdje je bio zatočen do austro-ugarske pobjede. Muftija Ganibegović sklonio se u Dolove kod Ibre Jahića.

## Prve borbe
Prve čarke s carskim postrojbama bile su kod Planina, blizu kasnije postaje Bistarca, u četvrtak koncem srpnja. Tog su se dana carske snage utaborile na Bukinjima pred Donjom Tuzlom. Na drugoj strani Tuzlacima su u pomoć stigli Rogatičani i na Ravnoj Trešnji odmah stupili u borbu. U Tuzli su tog dana otvorili vojno skladište streljiva na Gradini koje su podijelili narodu za borbu.  Na području tuzlanskog kraja otporom lokalnih muslimana rukovodio je pljevaljski muftija Mehmed Vehbi Šemsekadić. 7. kolovoza 1878. stigao je u Tuzlu sa svojih 1.000 vojnika, a na zapadnim prilazima Tuzli pridružili su mu se branitelji iz Kladnja, Srebrenika, Lukavca i Zvornika. 
Oko 10 sati 9. kolovoza počele su borbe za Tuzlu. Snage muslimanskih protivnika bile su 3000 ljudi. Pljevaljski muftija, Mehmed Vehbi Šemsekadić bio je glavni organizator obrane.
U petak se nastavila ogorčena borba. Pred podne istoga dana stiglo je oko dvjesta konjanika s muftijom Taslidžakom. Taslidžak je smjesta preuzeo zapovjedništvo nad svima borbenim postrojbama, a dotad borbeno neangažirane snage naoružanog naroda natjerao je priključiti se borcima i boriti skupa s drugima muslimanima, koji su sudjelovali u bitci. Muftija je nemilice bičem nagonio u borbu sve koji su se protivili borbi i koji su pokušali izmaći borbama. Muslimanski pučki otpor muftija Taslidžak organizirao je dalje tako što je na postavio četiri topa, po jedan na svaku točku: na Ilinčicu, na Papinac, gdje je poslije sagrađena bolnica, treći na Borić, a četvrti na Bukovčice. Preostalo streljivo iz skladišta na Gradini Taslidžak je dao skupiti i borcima podijeliti. U međuvremenu su austro-ugarske snage došle na Moluhe i Rasovac.
9. kolovoza je s one četiri pozicije muftija zapovijedio paljbu. Pješaštvo se spremno sukobilo s austro-ugarskom vojskom na Kozlovcu, Ravnoj Trešnji i Mosniku. Austro-ugarska vojska zaustavljena je žestokim otporom. Cijeli su petak vođene borbe, potrajale u noći i nastavljene sve do subotu u podne. Žilavi otpor lokalaca prisilio je austro-ugarske snage na uzmak. Žestoka paljba sa svih strana i pridošlo muslimansko seljaštvo iz okoline u pomoć muftiji i naoružanom muslimanskom građanstvu postiglo je efekt. Tako su već tog dana austro-ugarske snage zaustavljene su pred Tuzlom na Moluhama i Husinu, potučene i natjerane na povlačenje prema Gračanici.
Jutarnjih sati 10. kolovoza bile su odlučujuće borbe na Moluhama. S južne strane muslimanske snage bile su uspješnije, a na sjeveru bojišta dobre rezultate polučila je austro-ugarska vojska i i prodrla do Tušanjskog potoka. Na mjestu današnjeg stadiona Slobode vodila se glavna bitka. Bilo je mnogo mrtvih i teško ranjenih austrijskih vojnika ležalo po bojištu izmiješano s muslimanskim protivnicima zaposjedanja koji su poginuli jurišajući na položaje Szaparyjeve vojske. Zbog žestoke obrane, poslijepodne je austro-ugarska vojska prekinula napad. Tog su dana potom Tuzlaci popunjavali postrojbe protivnika zaposjedanja ondje gdje je bilo gubitaka. Austro-ugarske postrojbe imale su mnogo mrtvih na bojištu, koje je pokopao na Moluhama. Pokopani vojnici poslije su preneseni na Borić, gdje je i poslije bilo katoličko groblje, a dotad ga nije bilo na tom mjestu.
Muslimanski ustanici su Tuzlu zauzeli 13. kolovoza. Bočni položaj austro-ugarskih snaga bili su izloženi napadima muftijinih postrojbi s pravaca Tušanj - Moluhe i Mosnik - Miladije, pa se feldmaršal Szapary, zapovjednik austro-ugarskih snaga morao povući sve do Doboja. Taslidžak se upustio u progon austro-ugarskih snaga. Progonio ih je do Becelja blizu Trbuka i Šahin kamena. Szapary je uspio zaustaviti Šemsekadićeve napade kod Doboja i ondje su se ukopali. Na to su se i muslimanske snage ukopale i držale si položaj šest tjedana.
Stanje na okolnim ratištima nije bilo povoljno po muslimanske protivnike zaposjedanja. Carske snage napredovale su svugdje te su zauzele Sarajevo, Travnik, Rogaticu, Krajinu i druga mjesta, netom je zauzela i Brčko odakle se primicala ka Tuzli. Procjenjuje se da je oko 100.000 novih austro-ugarskih vojnika išlo na sve osamljeniju Tuzlu. Napredovali su k njoj s dvije strane: od Brčkog i Doboja. Zapovjedali su im generala Bienert i Szapary. Povoljni položaj postignut odbacivanjem bilo je riskantno držati, pa je muftija uvidjevši opasnost okruženja i odsijecanja, povukao se natrag ka Tuzli. Austro-ugarske snage prodrle su preko Brčkog i Bijeljine ka Tuzli, što je prisililo muslimanske snage na povlačenje. Tuzlu je Austro-Ugarska konačno zauzela 22. rujna 1878. godine

## Majevica
Novu je obrambenu crtu pripremao na Majevici. Prema carskim snagama Taslidžak je poslao postrojbe Hadži Hašimage Mutevelića s naoružanim narodom, koji su motivirani neko vrijeme zadržali austro-ugarske snage. Muftija Taslidžak držao je obrambeni položaj na zapadnoj strani Tuzle. Žestoki se boj odvio na Majevici.

## Pregrupiranje i okruženje
Došle su snage III. i IV. zbora u pomoć. Austro-ugarske snage sad su se mogle pregrupirati i poći u napad. Gračanicu je oslobodio 16. rujna, 19. rujna Lukavac.
Austro-Ugarske snage probile su s istočne strane. Prijetila je opasnost opkoljavanja, jer su u međuvremenu carske snage zauzele i Bijeljinu i Brčko i ostao je još samo Zvornik. Muslimanima se primicao i kraj Ramazana. Stoga je 23. rujna Taslidžak bio prisiljen povući se i poći ka Zvorniku. Kretao se duž Drine sa svojim Taslidžacima i nekim bosanskim vođama, među kojima su bili: Selim beg Šahinpašić iz Šapke, Alijaga Tahirević, Esad ef. Alikadić iz Zenice i još drugi. Muftija i društvo su bijeg nastavili dalje ka Osmanskom Carstvu, gdje su i ostali.

## Pred ulazak
Austro-ugarske snage su se ulogorile pred Tuzlom i noćile pred ulazak. Dan poslije austro-ugarskoj vojsci dočekali su izaslanici iz Tuzle. Pred generala Szaparyja na zapadnoj strani izašli su Živko Crnogorčević, Hadži Ibriš i Hrvat Boško Štitić. Na istočnoj strani su pred generala Bienarta izašli Mustajbeg Azabagić, jedan Židov Toska zvani i "Gjorgjo kalajđija" ili Niko Petrić. U Tuzlu su ušle 22. rujna i na tuzlanskoj tvrđavi zavihorila se habsburška zastava.

## Obračun s protivnicima
Nakon nekoliko dana, uslijedila je istraga. Bila je upravljena protiv naoružana naroda ("ehalije") i njihovih prvaka koji su se borili. Salih Salačija, najbliži suradnik pljevaljskog muftije Šemsekadića, strijeljan je pod Bukovčićima, zbog toga što je išao zvati u pomoć muftiju Taslidžaka radi otpora Austro-Ugarskoj. Pomilovanje je stiglo prekasno. Odmah su zatvoreni i Hadžije Hašim-aga Mutevelić i brat mu Hadži-Alijaga, pa Hadži-Mujaga Ćilimković i Hašim-aga Hadžiefendić.
Pet dana poslije Tuzle predao se Zvornik, bez oružja i otpora. Livno je oslobođeno 28. rujna, a Velika Kladuša 20. listopada.